# Open Source Virtual Reality
Open Source Virtual RealityまたはOSVRとはRazerが開発しているオープンソースのバーチャル・リアリティヘッドセット
OSVRは特定のOSに依存せず、多種多様なOSで利用可能なVR規格でRazerからは開発キットが発売され、様々な周辺機器を対応させることが可能で、VRHMD自体も改造可能。
同水準の他社製品よりも安く、動作環境のスペックが低くても動作する仕様で、製品版のOculus Riftでは最新のGTX 970以上が必要だが、OSVRではGeForce GTX 600番台から動作してSteam VRにも対応する。
開発には企業のみならず、大学や研究所を含む310社以上が参加する。
2016年7月20日に発売されたHDK2（Hacker Development Kit 2）では以前のHDK1.4と比べ、解像度が1920×1080から2100×1200に、フレームレートがFPS60からFPS90に向上した。